# ガビリエル・ロヴォンバラヴ
ガビリエル・ロヴォンバラヴ（Gabiriele Lovobalavu、1985年6月20日 - ）は、ナシオナル、CSブルゴワン＝ジャイユーに所属するラグビー選手。

## プロフィール
- フィジー・サブサブ出身。
- ポジションはウィング(WTB)、センター(CTB)。
- 身長 185cm、体重 94kg
- フィジー代表キャップは22（2020年7月現在）でラグビーワールドカップ2007・ラグビーワールドカップ2011・ラグビーワールドカップ2015のフィジー代表に選ばれた[1]。

## 略歴
フィジー・ウォリアーズ、RCトゥーロン、バイヨンヌ、ワスプスを経て、2019年、オヨナに加入。
2023年、CSブルゴワン＝ジャイユーに加入。